# Julia Bastin
Julia Catherine Henriette Louise Bastin (Luik, 16 juni 1888 - Sint-Agatha-Berchem, 26 oktober 1968) was een Belgische taalkundige, mediëviste en vertaalster. Zij publiceerde het werk van de 13e-eeuwse Franse dichter Rutebeuf, waarvoor ze internationale waardering kreeg. Bastin was hoogleraar aan de Université libre de Bruxelles en was de eerste vrouw die lid werd van de Académie royale de langue et de littérature françaises de Belgique.

## Levensloop
Bastin was de dochter van een Luikse handelsvertegenwoordiger en volgde het middelbaar onderwijs in haar geboortestad. Daarna ging ze naar de plaatselijke normaalschool waar ze in 1908 het onderwijzersdiploma behaalde. Vervolgens ging ze naar Den Haag waar ze Nederlands studeerde in een privéschool. In 1912 keerde ze terug naar België en werd ze benoemd tot onderwijzeres in Eigenbrakel.
Tijdens de Eerste Wereldoorlog ging Bastin naar Londen waar ze verbleef bij de weduwe van de kunstschilder William Holman Hunt. Aan het Bedford College voor vrouwen studeerde ze Romaanse filologie en mediëvistiek en specialiseerde ze zich onder Gustave Rudler in de Franse literatuur van de middeleeuwen. Afgestudeerd in 1917, gaf ze een vakantiecursus Frans aan het St Hugh's College van de Universiteit van Oxford. Tot 1920 was ze lerares Frans aan Engelse middelbare scholen, eerst in Derbyshire, daarna in Yorkshire.
Van 1920 tot 1931 verbleef Bastin in Parijs waar ze zich verder ging specialiseren aan de École pratique des hautes études, die deel uitmaakt van de Sorbonne. Zij kreeg er onderricht van onder meer Alfred Jeanroy, Mario Roques, Edmond Faral en Jules Gilliéron. In 1924 studeerde ze er af maar ze bleef nog tot in 1931 regelmatig de vrije colleges aan de Sorbonne over het Oudfrans en het Oudoccitaans volgen. Al die tijd verbleef ze in de Franse hoofdstad en sloot er vriendschap met de grote mediëvisten van die tijd.
In 1931 werd Bastin benoemd tot docent aan de Université libre de Bruxelles met een leeropdracht Geschiedenis van de Franse grammatica. Drie jaar later werd ze benoemd tot hoogleraar en bekleedde ze er de leerstoel Romaanse filologie van de middeleeuwen tot aan haar emeritaat in 1958. In 1945 was ze de eerste vrouw die toegelaten werd tot de Académie royale de langue et de littérature françaises de Belgique, waar ze in 1951, eveneens als eerste vrouw, verkozen werd tot bestuurslid van de academie.
Bastin, die ongehuwd was gebleven, stierf op 80-jarige leeftijd in Sint-Agatha-Berchem.

## Werk
In 1924 publiceerde Bastin haar eerste werk over het leven van bisschop Eleutherius van Doornik in het Franse filologische tijdschrift Revue des langues romanes. In 1929 volgde Recueils général des Isopets in twee delen, uitgegeven door de Société des anciens textes français, met kritieken op middeleeuwse bewerkingen van de fabels van Aesopus waaronder Novus Aesopus van Alexandre Neckam en Romulus van Gualterus Anglicus.
Haar eerste publicatie in verband met het werk van de 13e-eeuwse Franse dichter Rutebeuf dateert van 1941 toen ze drie Dits van de filosoof, waarvan de manuscripten zich in de Koninklijke Bibliotheek van België bevonden, heruitgaf. In de reeks Nationale Collecties publiceerde ze tijdens de Tweede Wereldoorlog studies over het werk van Jean Froissart en Filips van Komen. Na de oorlog wijdde ze zich nog uitsluitend aan de studie van het werk van Rutebeuf met als orgelpunt de publicatie van zijn volledige oeuvre in twee boekdelen in 1958 en 1960. Ze droeg het op aan Edmond Faral, haar vroegere leermeester, die haar nog had geholpen met het historische commentaar maar die net voor de publicatie was overleden. Voor dit werk kreeg ze in 1961 de Prix Albert Counson van de Académie royale de langue et de littérature françaises de Belgique en de Prix de la Fondation de la Grange van de Franse Académie des inscriptions et belles-lettres.

## Publicaties

### Literaire werken
- La vie de Saint-Éleuthère, évêque de Tournai, in: Revue des langues romanes, Parijs, 1924
- Livres à gravures imprimés à Lyon au XVe siècle. Les Subtiles Fables d'Ésope, Lyon, 1926 (met Claude Dalbanne en Eugénie Droz)
- Recueils général des Isopets, Parijs, deel 1, 1929 en deel 2, 1930
- Trois "Dits" du XIIIe siècle, Brussel, 1941
- Froissart, chroniqueur, romancier et poète, Bruxelles, 1942
- Les Mémoires de Philippe de Commynes, Bruxelles, 1944.
- Onze Poèmes concernant la Croisade, par Rutebeuf (met Edmond Faral), Parijs, 1946
- Œuvres complètes de Rutebeuf (met Edmond Faral), Parijs, deel 1, 1958 en deel 2, 1960
- Quelques propos de Rutebeuf sur le roi Louis IX, Brussel, 1960

### Vertalingen
Door haar langdurige verblijf in Nederland en in Groot-Brittannië en de kennis die ze er van de respectievelijke talen opdeed, had ze eveneens een carrière als vertaalster kunnen opbouwen. Ze beperkte zich echter tot het vertalen van drie werken:
- Jaune de chrome, 1928, een vertaling van Chrome yellow van Aldous Huxley.
- Marina di Vezza, 1932, een vertaling van Those barren leaves van Aldous Huxley, waarvoor ze de Prix Langlois van de Académie française kreeg
- Le Déclin du moyen âge, 1932, een vertaling van Herfsttij der Middeleeuwen van Johan Huizinga